# غيلبرت لايتون
غيلبرت لايتون هو سياسي كندي، ولد في 5 نوفمبر 1899 في مونتريال في كندا، وتوفي بنفس المكان في 29 مايو 1961. نشط حزبياً في الاتحاد الوطني. وقد انتخب عضو الجمعية الوطنية في كيبك ‏.